# Marie-Laure Ryan
Marie-Laure Ryan és una informàtica estatunidenca. És llicenciada en informàtica per la Universitat de Califòrnia i doctora en literatura per la Universitat de Utah, on també va cursar un màster en lingüística. Ha treballat com a consultora i enginyera de programari i és autora d'un centenar d'articles, traduïts a diversos idiomes i dedicats, en especial, al concepte de narrativitat digital. Entre els seus llibres destaquen Possible worlds. Artificial intelligence and narrative theory (1991) i La narración como realidad virtual: la inmersión y la interactividad en la literatura y en los medios electrónicos (2001). Així mateix, és coeditora de The Routledge encyclopedia of narrative theory (2005), també va publicar Avatars of story: narrative modes in old and new media (2006).